# 1936年ベルリンオリンピックのエストニア選手団
1936年ベルリンオリンピックのエストニア選手団（1936ねんベルリンオリンピックのエストニアせんしゅだん）は、1936年8月1日から8月16日にかけてドイツの首都ベルリンで開催された1936年ベルリンオリンピックのエストニア選手団、およびその競技結果。
本大会以降でエストニアが独立国として夏季五輪に出場するのは、1992年まで待たねばならなかった。1940年にソ連に占領されたのち、1952年から1988年の夏季五輪には多くのエストニアの選手がソ連代表の一員として出場した。

## メダル
| メダル   | 選手名                 | 競技                 | 種目                         |
| -------- | ---------------------- | -------------------- | ---------------------------- |
| 金メダル | クリスチャン・パルサル | レスリング           | グレコローマンヘビー級       |
| 金メダル | クリスチャン・パルサル | レスリング           | フリースタイルヘビー級       |
| 銀メダル | Nikolai・Stepulov      | ボクシング           | ライト級                     |
| 銀メダル | August・Neo            | レスリング           | フリースタイルライトヘビー級 |
| 銅メダル | Arnold・Luhaäär        | ウエイトリフティング | ヘビー級（105kg級）          |
| 銅メダル | Voldemar・Väli         | レスリング           | グレコローマンライト級       |
| 銅メダル | August・Neo            | レスリング           | グレコローマンライトヘビー級 |

## レファレンス
- Official Olympic Reports
- Olympic Results, Gold Medalists and Official Records
- Estonian Olympic Committee –  about the Berlin 1936 Olympics（エストニア語）
- Antson, Aleksander (1937) (Estonian). Berliini olümpiamängud 1936 (en: Berlin Olympic Games 1936) (facsimile:1992 ed.). Tartu: Noor-Eesti Kirjastus (facsimile: Olympia). ISBN 5-450-02427-4
- Kuningas, Tiit; Tiit Lääne (2005) (Estonian). Olümpiamängude ajalugu II, suvemängud 1920–1944 (en: History of the Olympic Games II Summer Games 1920–1944). Tallinn: Maalehe Raamat. ISBN 9985-64-255-4